# Hemimenia atlantica
Hemimenia atlantica is een Solenogastressoort uit de familie van de Hemimeniidae. De wetenschappelijke naam van de soort is voor het eerst geldig gepubliceerd in 2006 door Salvini-Plawen.